# Roy Hattersley
Roy Sydney George Hattersley, baron Hattersley, (né le 28 décembre 1932), est un homme politique britannique du parti travailliste, écrivain et journaliste de Sheffield. Il est député de Birmingham Sparkbrook pendant 33 ans de 1964 à 1997 et chef adjoint du parti travailliste de 1983 à 1992.

## Jeunesse
Hattersley est né le 28 décembre 1932 à Sheffield, West Riding of Yorkshire, de Enid Brackenbury et Frederick Roy Hattersley (1902–1972) toujours connu sous son deuxième prénom qui s'est marié dans les années 1950. Sa mère est conseillère municipale et lord-maire de Sheffield (1981). Son père, à plusieurs reprises officier de police, commis à la mairie de Sheffield et président du comité de santé du conseil, est un ancien prêtre catholique, le curé de St Joseph's à Shirebrook à Nottingham qui a renoncé à l'église et quitté le sacerdoce pour vivre avec la mère de Hattersley, Enid, une femme mariée dont il a célébré le mariage deux semaines plus tôt; Frederick Hattersley est mort athée en 1973.

## Début de carrière politique
Il est travailliste depuis sa jeunesse, faisant campagne à l'âge de 12 ans pour son député local et ses conseillers municipaux, à partir de 1945. Il gagne une bourse à Sheffield City Grammar School puis étudie à l'Université de Hull. Ayant été accepté pour étudier l'anglais à l'Université de Leeds, il se tourne vers l'économie à Hull quand un collègue de Sheffield a dit à sa mère que c'était nécessaire pour une carrière politique.
À l'université, Hattersley rejoint la Société socialiste (SocSoc) et est l'un des responsables de la modification de son nom en "Labor Club" et de son affiliation à l'Union internationale non alignée (IUSY) plutôt qu'à l'Union internationale des étudiants soutenue par les Soviétiques. Hattersley devient président du nouveau club et plus tard trésorier, et il préside ensuite la National Association of Labour Student Organizations. Il rejoint également l'exécutif de l'IUSY.

## Député
Après avoir obtenu son diplôme, Hattersley travaille brièvement pour une aciérie de Sheffield, puis pendant deux ans avec la Workers 'Educational Association. Il épouse sa première épouse Molly, qui est devenue directrice et administratrice dans l'éducation. En 1956, il est élu au conseil municipal travailliste pour Crookesmoor et est, très brièvement, juge de paix. Au Conseil, il est président du Comité des travaux publics puis du Comité du logement.
Il cherche à obtenir un siège à Westminster, et est sélectionné pour le Parti travailliste pour se présenter aux élections dans la circonscription de Sutton Coldfield, mais perd contre le conservateur Geoffrey Lloyd en 1959. Il continue à rechercher des candidatures potentielles, en demandant vingt-cinq sièges sur trois ans. En 1963, il est choisi comme candidat parlementaire potentiel pour la circonscription de Birmingham Sparkbrook (succédant à un "personnage" local bien connu, Jack Webster) et face à une majorité conservatrice d'un peu moins de 900 voix. Le 16 octobre 1964, il bat le candidat du parti conservateur, Michael J. Donnelly, et est élu avec une majorité de 1 254 voix; il est réélu aux huit élections générales suivantes.

### Journaliste
Au début, il est secrétaire parlementaire privé de Margaret Herbison, ministre des pensions. Son premier discours porte sur un projet de loi sur les subventions au logement. Toujours Gaitskellite, il a également rejoint le Club 1963. Il écrit sa première chronique Endpiece pour The Spectator (la chronique a été transférée à The Listener en 1979, puis à The Guardian).

### Postes ministériels
Malgré le soutien de Roy Jenkins et Anthony Crosland il n'obtient un poste ministériel qu'en 1967, rejoignant Ray Gunter au ministère du Travail. Il aurait été détesté par le Premier ministre Harold Wilson car "Jenkinsite". L'année suivante, il est promu au poste de sous-secrétaire du même ministère, désormais dirigé par Barbara Castle, et s'est impliqué étroitement dans la mise en œuvre de la loi de 1966 sur les prix et les revenus. En 1969, après le fiasco sur In Place of Strife, il est promu adjoint de Denis Healey, ministre de la Défense, à la suite du décès de Gerry Reynolds. Un de ses premiers actes, alors que Healey est hospitalisé, est de signer l'Army Board Order - l'envoi de troupes en Irlande du Nord.

### Marché commun européen
La défaite travailliste de 1970 met fin à six ans de gouvernement travailliste. Hattersley est nommé porte-parole adjoint des Affaires étrangères, toujours sous Healey, ce qui implique beaucoup de voyages à l'étranger. Il reçoit une bourse de visite à la Kennedy School of Government de Harvard. Pendant ce temps, il est également un partisan enthousiaste du Marché commun, et sa "dérive vers le centre politique" le met en désaccord avec une grande partie du Parti travailliste parlementaire (PLP). Il est l'un des soixante-neuf "rebelles" qui votent avec le gouvernement conservateur pour l'entrée dans la CEE, ce qui précipite la démission de Roy Jenkins comme chef adjoint (10 avril 1972) et finalement une scission permanente au sein du parti travailliste. (C'est l'adoption d'un référendum sur la CEE par le cabinet fantôme qui a amené Jenkins à démissionner). Pour avoir «soutenu» le parti, Hattersley est nommé Secrétaire d'État à la Défense du cabinet fantôme de 1972 à 1973, puis secrétaire d'État fantôme de l'Éducation (le seul poste gouvernemental qu'il ait toujours convoité).

### Conseil privé
Dans le gouvernement Wilson de 1974, il est nommé ministre d'État (sans poste au Cabinet) aux affaires étrangères et du Commonwealth et, lors des honneurs du nouvel an 1975, il est admis au Conseil privé. Hattersley dirige la délégation britannique à Reykjavik pendant la Guerre de la morue, mais est principalement chargé de renégocier les conditions d'adhésion du Royaume-Uni à la CEE. Après la démission de Wilson, il vote pour James Callaghan afin d'arrêter Michael Foot. Sous Callaghan, il fait son entrée au Cabinet en tant que secrétaire d'État aux prix et à la protection des consommateurs, poste qu'il occupe jusqu'à la défaite du Labour aux élections générales de 1979.
En 1979, il devient ministre de l'Environnement du gouvernement fantôme. Après la montée de la « gauche dure », à la Conférence travailliste de 1980, Callaghan démissionne. Sa succession se joue entre Healey et Foot, Hattersley organisant la campagne de Healey. "Un électorat [le PLP] dérangé par la peur" a élu Foot. Healey est nommé chef adjoint et Hattersley devient Secrétaire d'État à l'Intérieur du cabinet fantôme, mais estime que Foot est "un homme bon dans le mauvais travail", "une combinaison déconcertante de l'admirable et de l'absurde". Healey doit affronter en 1981, à la suite de changements de règles électorales, Tony Benn, conservant son poste par 50,426% contre 49,574%. Hattersley estime que "l'alliance Bennite [bien que vaincue]  ... a joué un rôle majeur dans le maintien au pouvoir des conservateurs pendant près de vingt ans ". Hattersley a également très peu de considération pour les transfuges travaillistes qui ont créé le SDP en 1981. Il aide à fonder Solidarité ouvrière (1981-1983) et estime que le groupe a évité la désintégration du Parti.

### Leader adjoint
Après la défaite dévastatrice du Labour aux élections générales de 1983, Foot refuse de continuer à diriger. Hattersley s'est présenté aux élections à la direction qui ont suivi, John Smith est son directeur de campagne et le jeune Peter Mandelson impressionne Hattersley. Les autres concurrents sont Neil Kinnock, Peter Shore et Eric Heffer. Hattersley a le soutien de la plupart des membres du cabinet fantôme, mais la majorité du PLP, les groupes de circonscription et les syndicats sont en faveur de Kinnock. Dans le décompte final, Kinnock obtient environ trois fois plus de voix que Hattersley, deuxième. Comme c'est la pratique courante à l'époque, Hattersley est élu chef adjoint. La combinaison est présentée à l'époque comme étant un "ticket de rêve" avec Kinnock un représentant de la gauche du parti et Hattersley de la droite. Hattersley est resté adjoint pendant huit ans et également Chancelier de l'Échiquier du cabinet fantôme jusqu'en 1987, date à laquelle il est ministre de l'Intérieur du gouvernement fantôme.
Kinnock et Hattersley ont tenté de "réhabiliter" les travaillistes après 1983. Après la grève des mineurs, ils ont recommencé à expulser des membres du groupe Militant tendency dont les activités, l'organisation et la politique avaient précédemment été jugées contraires à la constitution du Parti travailliste. En 1988, ils ont combattu un défi de leadership de Tony Benn, Eric Heffer et John Prescott. À l'approche des élections de 1992, Hattersley est présent au rassemblement du Parti travailliste à Sheffield et soutient Kinnock en affirmant que "avec chaque jour qui passe, Neil ressemble de plus en plus au véritable locataire du numéro 10 Downing Street".

## Retraite politique
Les Élections générales britanniques de 1992 sont la quatrième défaite consécutive des travaillistes face aux conservateurs. Kinnock démissionne en tant que chef du parti le 13 avril, et le même jour, Hattersley annonce son intention de démissionner de la direction adjointe du parti.
Hattersley soutient son ami John Smith qui remporte l'élection interne en juillet de la même année. En 1993, Hattersley annonce qu'il quitterait la politique aux élections générales suivantes. Il est nommé pair à vie en tant que baron Hattersley de Sparkbrook dans le comté de West Midlands le 24 novembre 1997.
Hattersley est considéré comme étant de la droite du parti, mais avec le New Labour au pouvoir, il s'est retrouvé à critiquer un gouvernement travailliste depuis la gauche, affirmant même que "le parti travailliste de Blair n'est pas le parti travailliste auquel j'ai adhéré". Il mentionne à plusieurs reprises qu'il soutiendrait Gordon Brown en tant que leader.
Hattersley prend sa retraite de la Chambre des lords le 19 mai 2017
Il est l'auteur de trois romans et de plusieurs biographies. Il écrit des biographies sur des sujets religieux, ainsi que sur la période édouardienne. Sa biographie de 700 pages de David Lloyd George The Great Outsider: David Lloyd George est publiée par Little, Brown en 2010.
En 2008, Hattersley est apparu dans un documentaire sur le DVD pour le Doctor Who série Doctor Who et les Silurians, pour discuter du climat politique qui existait au moment de faire la série. Il écrit une chronique régulière pour le Daily Mail, "In Search of England", sur différentes parties du Royaume-Uni; il apparaît normalement dans le journal le mardi. En 2003, il est élu membre de la Royal Society of Literature.

## Vie privée
Hattersley épouse sa première femme l'éducatrice Molly en 1956. Ils divorcent en avril 2013 après 57 ans de mariage, séparés depuis cinq ans. Ils n'avaient pas d'enfants. À l'été 2013, il épouse Maggie Pearlstine, son agent littéraire et sœur de Norman Pearlstine.
Hattersley soutient une république britannique, mais siège à la Chambre des lords de 1997 à 2017. Hattersley est un supporter de Sheffield Wednesday.